# اللغباء (خولان)

تعديل مصدري - تعديل

اللغباء هي إحدى قرى عزلة الاعروش بمديرية خولان التابعة لمحافظة صنعاء، بلغ تعداد سكانها 290 نسمة حسب تعداد اليمن لعام 2004.